# ماونت پلزنت میلز (پنسیلوانیا)
ماونت پلزنت میلز (به انگلیسی: Mount Pleasant Mills) یک منطقهٔ مسکونی در ایالات متحده آمریکا است که در شهرستان اسنایدر، پنسیلوانیا واقع شده‌است. ماونت پلزنت میلز ۳٫۹ کیلومتر مربع مساحت و ۳۴۲ نفر جمعیت دارد.